# Publius Pactumeius Clemens
Publius Pactumeius Clemens (vollständige Namensform Publius Pactumeius Publi filius Quirina Clemens) war ein im 2. Jahrhundert n. Chr. lebender Angehöriger des römischen Senatorenstandes. Durch eine Inschrift, die in Cirta gefunden wurde, sind einzelne Stationen seiner Laufbahn bekannt.
Clemens übte zunächst das Amt eines Xvir stlitibus iudicandis im Rahmen des Vigintivirats aus. Danach wurde er Quaestor. Im Anschluss war er für ein Jahr als Legatus dem Statthalter in der Provinz Achaea, seinem Schwiegervater Titus Prifernius Paetus Rosianus Geminus, zugeteilt (legato Rosiani Gemini soceri sui proconsulis in Achaia). Nach Rom zurückgekehrt, war er Tribunus plebis und wurde in die Priesterschaft der Fetialen aufgenommen.
Danach wurde er als Legatus von Hadrian (117–138) nach Griechenland entsandt, um in Athen, Thespiai, Plataiai und Thessalien verschiedene Aufgaben zu übernehmen. Nach Rom zurückgekehrt, war er Praetor urbanus. Im Anschluss wurde er erneut im Auftrag Hadrians als Legatus entsandt, diesmal in die Provinz Syria, um dort die Finanzen einiger Städte in Ordnung zu bringen (Legatus divi Hadriani ad rationes civitatium Syriae putandas).
Am Ende der Regierungszeit von Hadrian wurde Clemens Statthalter (Legatus Augusti pro praetore) in der Provinz Cilicia (legato eiusdem in Cilicia) und blieb dies auch noch unter Antoninus Pius (legato in Cilicia Imperatoris Antonini Augusti). Während seiner Statthalterschaft wurde er Suffektkonsul; er übte den Konsulat in absentia aus. Durch zwei Militärdiplome, von denen eines auf den 16. Juni 138 datiert ist, ist belegt, dass er 138 zusammen mit Marcus Vindius Verus Suffektkonsul war. Danach begleitete er ein weiteres Mal als Legatus seinen Schwiegervater, dem die Provinz Africa als Statthalter zugeteilt worden war (legato Rosiani Gemini proconsulis in Africa).
Er war wahrscheinlich der Sohn von Pactumeius Rufus und der Enkel von Quintus Aurelius Pactumeius Clemens, dessen Bruder Quintus Aurelius Pactumeius Fronto im Jahr 80 Suffektkonsul war. Clemens war in der Tribus Quirina eingeschrieben und stammte aus der Region um Cirta, wo er auch Patron von vier Coloniae war (patrono IIII coloniarum). In Cirta wurden zwei weitere, unvollständig erhaltene Inschriften gefunden, die ihm gewidmet wurden. Er verfügte vermutlich über umfassende Rechtskenntnisse, denn in den Digesten wird von Pomponius erwähnt, dass er das Ius respondendi innehatte; außerdem wird er in der Inschrift als iurisconsultus bezeichnet.

## Datierung
Bernard Rémy datiert die einzelnen Stationen seiner Laufbahn wie folgt: Quaestor um 120/121, Legatus in Achaea um 122/123, Legatus ad rationes civitatium Syriae putandas um 133/135, Statthalter in den Amtsjahren 136/137 bis vermutlich 138/139 und Legatus in Africa vermutlich um 141. Werner Eck datiert seine Statthalterschaft in die Amtsjahre 136/137 bis 138/139.